# Pseudoracelopus rutteri
Pseudoracelopus rutteri là một loài Rêu trong họ Polytrichaceae. Loài này được (Thér. & Dixon) A. Eddy miêu tả khoa học đầu tiên năm 1988.